# 始原系
始原系（しげんけい）は、化学反応式において（主に式の左辺側に記される）反応物のことを指す。原系（げんけい）、または反応系（はんのうけい）とも呼ばれる。
これに対して（主に式の右辺側に記される）生成物のことを生成系と呼ぶ。一般的に、始原系が生成系へと変化する場合の反応を正反応（逆の場合は逆反応）、状態を遷移状態と呼ぶ。